# Искусство Катара
Искусство Катара — совокупность элементов культуры народов Катара.

## История
Интерес к искусству в современном Катаре возник в середине 20-го века, в результате поступления денег от продажи нефти. В Катаре 40 % населения составляют арабы, выходцы из Пакистана (18 %), Индии (18 %), Ирана (10 %), из других стран (14 %). Государственная религия — ислам суннитского толка, иранцы — шииты. Официальная религия ислам запрещает изображениями живых существ в изобразительном искусстве, следствием этого явилось своеобразие изобразительного искусства страны. Здесь больше ценилось искусство каллиграфии, архитектуры, вышивки.
Древние наскальные рисунки были обнаружены в разных местах страны — в том числе, в Джебель-Джассасе, Джабель-Фувайрите, Фрейхе, Аль-Джумайле, Эль-Вакре. Большинство этих рисунков было найдено датскими археологическими экспедициями в 1950—1960 годах. На наскальных рисунках есть изображения людей, животных, лодки, чашки, знаки, следы.
Большое количество наскальных рисунков были обнаружены в Джебеле на северо-востоке Катара в 1961 году. На найденных здесь изображениях, сделанных в разное время, изображены суда, животные, отпечатки ног, племенные знаки, страусы, черепахи и рыбы. В 1995 году в Катаре выпущены марки с изображениями найденных петроглифов.
В настоящее время культурным центром страны является столица Катара — город Доха. В городе работают Матхаф: Арабский музей современного искусства, Национальный музей, Национальная библиотека, Национальный университет. К памятникам архитектуры относится крепость Аль-Коут (1880-е), Большая мечеть, здание правительства (1969), базар, здание этнографического музея.
В столице Катара, Дохе, создано Управление музеями страны. Во главе учреждения находится сестра шейха Аль-Маясса бинт Хамад бин Халифа Аль Тани. По приблизительным оценкам в 2013 году на покупку предметов искусства за рубежом было истрачено около миллиарда долларов.
В Катаре собраны крупные частные коллекции искусства. К крупнейшей из них относится коллекция Хассана бин Мохамед бин Али Аль-Тани, насчитывающая около 6000 предметов искусства. Коллекция шейха Хассана «Матхафа» передана в Арабский музей современного искусства.

## Архитектура
На территории страны издавна строились форты. Защитные сооружения строились из известняка, глины и других материалов
Большинство традиционных жилых домов в Дохе были расположены вокруг центрального двора. Дома были сделаны из местного известняка, гравия и мелких камней. Двери были металлическими или деревянными. В окнах — цветное стекло.
В настоящее время Доха застраивается современными небоскрёбами. К их числу относятся: Aspire Tower (300 м.), Tornado Tower (200 м.), Hilton, Four Seasons и другие.
С 2006 года в Катаре строится эко-город Лусаил. Строительство стоимостью в 45 миллиардов долларов США предположительно завершится к 2019 году. Здесь будет проживать 450 тысяч человек, включая 200 тысяч постоянных жителей. Это будет «умный город» с современной архитектурой, в котором будут использованы технологии для создания экологически чистой окружающей среды.
К дорогостоящим сооружениям Катара относится искусственный остров под названием «Жемчужина Катара» площадью 400 га, это самый большой искусственный остров в мире. Стоимость проекта составила 15 млрд долларов США.
К чемпионату мира по футболу в Катаре 2022 года будет построен стадион «Аль-Вакра» в Дохе (архитектор Заха Хадид), новый мост Sharq Crossing Bridge в Дохе. Автором проекта моста стал испанский архитектор Сантьяго Калатрава. Мосты станут и зоной для прогулок с крытыми бульварами, на которых будут высажены деревья. Всего к Чемпионату мира в Катаре будет построено 22 современных стадиона.

## Ткачество
Ткачество и крашение тканей играли большую роль в бедуинской культуре. Прядение овечьей и верблюжьей шерсти было трудоёмким занятием: шерсть распутывали, привязывали к катушке, помещали в деревянный ткацкий станок. Из сотканных тканей делали ковры, палатки. Для изготовления ковров использовали ткани, окрашенные в красный и жёлтый цвета. Красками служили вытяжки из пустынных трав. Использовались простые геометрические мотивы.

## Вышивка
Простая форма вышивки катарскими женщинами известна как «курар». В вышивке участвуют четыре женщины, каждая из которых вышивает четырьмя нитями; в основном вышивают одежду, абайи и джалабийи. Основной вид шва в вышивании — тамбурный. Широко использовались позолоченные нити, которые завозили из Индии.

## Современное искусство
Исторически сложилось так, что живопись была мало распространена в катарском общества. Предпочтение отдавалось каллиграфии и архитектуре. Нефтяной бум в середине 20-го века изменил положение дел. Живопись стала популярным видом искусства. В стране стали устраиваться художественные выставки, скупаться картины известных художников. За рубеж отправлялись на обучение искусству студенты. Первым художником Катара, устроившим в стране свою персональную выставку стал Юсеф Ахмад в 1977 году. Тогда же в Катаре была открыта первая художественная галерея. Были созданы общества художников, в которые входили Юсеф Ахмад, Хасан аль Мулла, Мухаммед Али и др, открыта художественная мастерская для женщин. В 1982 году была проведена первая художественная выставка для женщин.
В конце 20-го века в стране возникли направления в живописи: сюрреализм, реализм, экспрессионизм, абстрактное искусство.